# Laguna la Pita
A  Laguna la Pita   é uma laguna localizada na Guatemala, cuja cota de altitude é de 140 metros acima do nível do mar. Localiza-se no departamento de El Petén, no município de La Libertad.